# Xã Farley, Quận Polk, Minnesota
Xã Farley (tiếng Anh: Farley Township) là một xã thuộc quận Polk, tiểu bang Minnesota, Hoa Kỳ. Năm 2010, dân số của xã này là 45 người.